# 全国麺類生活衛生同業組合連合会
全国麺類生活衛生同業組合連合会（ぜんこくめんるいせいかつえいせいどうぎょうくみあいれんごうかい、全麺生連）は全国22都道府県に存在する麺類生活衛生同業組合の全国組織。

## 沿革
- 1957年6月「環境衛生関係営業の運営の適正化に関する法律」が施行された。
- 同法に基づき都道府県ごとの組合の中央連合体として1959年5月8日設立、同日厚生大臣（現・厚生労働大臣）より認可された団体である。

## 概要
- 各都道府県の会員数の総計は1000を越える麺類業界最大の団体である。同様の団体に日本麺類業団体連合会があり、特筆なければこの二つを総称して連合会と称している。